# Yuki Suetsugu
Yuki Suetsugu (japanisch 末次 由紀 Suetsugu Yuki; * 8. September 1975 in Präfektur Fukuoka) ist eine japanische Mangaka und Illustratorin. Ihre erfolgreichste Serie ist Chihayafuru.

## Werdegang und Werk
Die erste Mangaserie von Suetsugu war Kimi no Tame no Nanimokamo von 1996, ein Drama über eine Dreiecksbeziehung zwischen Oberschülern. Es folgten viele weitere kurze Serien und Anthologien mit Kurzgeschichten. Ihre Geschichten richten sich meist an jugendliche Mädchen (Shōjo), seltener auch an junge Frauen (Josei) und erzählen romantische Dramen, die meist im Schulalltag spielen. Seltener haben ihre Werke auch übernatürliche Elemente. Ihre erste längere Serie war Only You – Tobenai Tsubasa von 1997 bis 1999. Sie erzählt von einer Oberschülerin, die erst kürzlich von Blindheit geheilt wurde und daher deutlich älter als ihre Mitschüler ist. Die meiden sie meist, auch wegen Gerüchten über ihre übernatürlichen Fähigkeiten. Von 2000 bis 2004 erschien dann Eden no Hana, ein Liebesdrama über eine Waise, die in ihrer Pflegefamilie und dem Schulumfeld unglücklich ist und daher von ihrem Bruder zu dessen Freund gebracht wird, der sich von da an um sie kümmern soll. Der Manga wurde in mehrere Sprachen übersetzt, darunter ab 2005 bei Heyne ins Deutsche. Im Herbst 2005 wurde Suetsugu beschuldigt, einige Szenen in Eden no Hana von Slam Dunk und anderen Mangas abgezeichnet zu haben. Sie räumte dies schließlich ein und bat um Entschuldigung. Der Verlag beendete die Zusammenarbeit und nahm all ihre Werke vom Markt.
2007 erschien dann mit Haru Koi erstmals wieder ein Manga von Suetsugu. Im gleichen Jahr startete Chihayafuru, eine Geschichte über Oberschüler, die Hyakunin-Isshu-Karuta spielen. Bis zu ihrem Abschluss 2022 erreichte die Serie 50 Bände, erhielt mehrere Ableger und wurde als Anime-Fernsehserie verfilmt. Sie war in Japan ein Verkaufserfolg, der mehrfach zu den bestverkauften Serien des Jahres gehörte und Suetsugu auf Platz 32 der bestverkauften Mangaka des Jahres 2010 setzte. 2011 wurde der Manga mit dem Kōdansha-Manga-Preis ausgezeichnet.

## Bibliografie (Auswahl)
- Kimi no Shiroi Hane (君の白い羽根, 1995–2001, 1 Band, Kurzgeschichtensammlung)
- Kimi no Tame no Nanimokamo (君のための何もかも, 1996, 1 Band)
- Kono Mune no Sunao (この胸の素直, 1996, 1 Band)
- Promise (1996, 1 Band)
- Only You – Tobenai Tsubasa (Only You - 翔べない翼, 1997–1999, 8 Bände)
- Kimi no Kuroi Hane (君の黒い羽根, 1998–2001, 1 Band, Kurzgeschichtensammlung)
- Itoshii Kimi (いとしいキミ, 1999, 1 Band, Kurzgeschichtensammlung)
- Eden no Hana (エデンの花, 2000–2004, 12 Bände)
- Kimi wa Boku no Kagayakeru Hoshi (君は僕の輝ける星, 2004, 1 Band, Kurzgeschichtensammlung)
- 100% no Kimi e (100%の君へ, 2004–2005, 2 Bände)
- Silver (2004–2005, 2 Bände)
- Haru Koi (ハルコイ, 2007, 1 Band, Kurzgeschichtensammlung)
- Chihayafuru (ちはやふる, 2007–2022, 50 Bände)
- Couverture (クーベルチュール, 2009, 2 Bände)
- Shōsetsu Chihayafuru: Chūgakusei-hen (小説 ちはやふる 中学生編, 2012–2013, 4 Bände, Illustrationen)
- Chihayafuru: Chūgakusei-hen (ちはやふる 中学生編, 2017, 3 Bände)
- Ma Ma Match (2023, 1 Band)
- Chihayafuru plus: Kimi ga Tame (ちはやふる plus きみがため, seit 2023, 3 Bände)